# Hackthorn
Hackthorn är en ort och civil parish i Storbritannien.   Den ligger i grevskapet Lincolnshire och riksdelen England, i den sydöstra delen av landet, 200 km norr om huvudstaden London. Hackthorn ligger 41 meter över havet och antalet invånare är 180.
Terrängen runt Hackthorn är platt. Runt Hackthorn är det ganska tätbefolkat, med 90 invånare per kvadratkilometer. Närmaste större samhälle är Lincoln, 10,1 km söder om Hackthorn. Trakten runt Hackthorn består till största delen av jordbruksmark.